# Международный турнир по футболу в Мехико
Международный турнир в Мехико (исп. Torneo Internacional de México) — футбольное соревнование, проводившееся под разными наименованиями с 1957 по 1970 год в Мехико. Турнир проводился в формате чемпионата, состоявшего из одной встречи между всеми командами. При этом, число самих участников в разные годы варьировалось от четырёх до шести. Состав самих команд был разным в разные годы: в нём принимали участие клубы Центральной и Южной Америки, Восточной и Западной Европы, сборные Москвы и ГДР, а также объединенные команды регионов Мексики.

## Розыгрыши

### 1957
Турнир 1957 года назывался Четырёхсторонний профессиональный футбольный турнир (исп. Torneo Cuadrangular de Futbol Profesional).
| Турнирная таблица 1957 года | Турнирная таблица 1957 года | Турнирная таблица 1957 года | Турнирная таблица 1957 года | Турнирная таблица 1957 года | Турнирная таблица 1957 года | Турнирная таблица 1957 года | Турнирная таблица 1957 года | Турнирная таблица 1957 года | Турнирная таблица 1957 года |
| Позиция                     | Команда                     | Матчи                       | Победы                      | Ничьи                       | Поражения                   | Забито                      | Пропущено                   | Разница голов               | Очки                        |
| --------------------------- | --------------------------- | --------------------------- | --------------------------- | --------------------------- | --------------------------- | --------------------------- | --------------------------- | --------------------------- | --------------------------- |
| 1                           | Пеньяроль                   | 3                           | 2                           | 1                           | 0                           | 7                           | 4                           | +3                          | 5                           |
| 2                           | Расинг (Авельянеда)         | 3                           | 1                           | 1                           | 1                           | 3                           | 2                           | +1                          | 3                           |
| 3                           | Гвадалахара                 | 3                           | 1                           | 1                           | 1                           | 5                           | 5                           | 0                           | 3                           |
| 4                           | Атланте                     | 3                           | 0                           | 1                           | 2                           | 1                           | 5                           | −4                          | 1                           |

### 1958
Турнир 1958 года назывался Пятисторонний турнир чемпионов (исп. Torneo Pentagonal de Campeones)
| Турнирная таблица 1958 года | Турнирная таблица 1958 года | Турнирная таблица 1958 года | Турнирная таблица 1958 года | Турнирная таблица 1958 года | Турнирная таблица 1958 года | Турнирная таблица 1958 года | Турнирная таблица 1958 года | Турнирная таблица 1958 года | Турнирная таблица 1958 года |
| Позиция                     | Команда                     | Матчи                       | Победы                      | Ничьи                       | Поражения                   | Забито                      | Пропущено                   | Разница голов               | Очки                        |
| --------------------------- | --------------------------- | --------------------------- | --------------------------- | --------------------------- | --------------------------- | --------------------------- | --------------------------- | --------------------------- | --------------------------- |
| 1                           | Гвадалахара                 | 4                           | 3                           | 0                           | 1                           | 5                           | 2                           | +3                          | 6                           |
| 2                           | Ботафого                    | 4                           | 2                           | 1                           | 1                           | 8                           | 7                           | +1                          | 5                           |
| 3                           | Толука                      | 4                           | 2                           | 0                           | 2                           | 12                          | 9                           | +3                          | 4                           |
| 4                           | Ривер Плейт                 | 4                           | 1                           | 1                           | 2                           | 7                           | 6                           | +1                          | 3                           |
| 5                           | Сакатепек                   | 4                           | 1                           | 0                           | 3                           | 6                           | 14                          | −8                          | 2                           |

### 1959
Турнир 1959 года назывался Пятисторонний турнир по футболу (исп. Torneo Pentagonal de Football Soccer)
| Турнирная таблица 1959 года | Турнирная таблица 1959 года | Турнирная таблица 1959 года | Турнирная таблица 1959 года | Турнирная таблица 1959 года | Турнирная таблица 1959 года | Турнирная таблица 1959 года | Турнирная таблица 1959 года | Турнирная таблица 1959 года | Турнирная таблица 1959 года |
| Позиция                     | Команда                     | Матчи                       | Победы                      | Ничьи                       | Поражения                   | Забито                      | Пропущено                   | Разница голов               | Очки                        |
| --------------------------- | --------------------------- | --------------------------- | --------------------------- | --------------------------- | --------------------------- | --------------------------- | --------------------------- | --------------------------- | --------------------------- |
| 1                           | Сантос                      | 4                           | 3                           | 0                           | 1                           | 14                          | 6                           | +8                          | 6                           |
| 2                           | Дукла (Прага)               | 4                           | 2                           | 1                           | 1                           | 9                           | 8                           | +1                          | 5                           |
| 3                           | Гвадалахара                 | 4                           | 2                           | 1                           | 1                           | 6                           | 6                           | 0                           | 5                           |
| 4                           | Америка (Мехико)            | 4                           | 2                           | 0                           | 2                           | 8                           | 11                          | −3                          | 4                           |
| 5                           | Леон                        | 4                           | 0                           | 0                           | 4                           | 2                           | 8                           | −6                          | 0                           |

### 1960
Турнир 1960 года назывался Пятисторонний турнир по футболу (исп. Torneo Pentagonal de Football Soccer)
| Турнирная таблица 1960 года | Турнирная таблица 1960 года | Турнирная таблица 1960 года | Турнирная таблица 1960 года | Турнирная таблица 1960 года | Турнирная таблица 1960 года | Турнирная таблица 1960 года | Турнирная таблица 1960 года | Турнирная таблица 1960 года | Турнирная таблица 1960 года |
| Позиция                     | Команда                     | Матчи                       | Победы                      | Ничьи                       | Поражения                   | Забито                      | Пропущено                   | Разница голов               | Очки                        |
| --------------------------- | --------------------------- | --------------------------- | --------------------------- | --------------------------- | --------------------------- | --------------------------- | --------------------------- | --------------------------- | --------------------------- |
| 1                           | Толука                      | 4                           | 3                           | 0                           | 1                           | 10                          | 4                           | +6                          | 6                           |
| 2                           | Сан-Лоренсо                 | 4                           | 3                           | 0                           | 1                           | 11                          | 8                           | +3                          | 6                           |
| 3                           | Америка (Мехико)            | 4                           | 2                           | 0                           | 2                           | 4                           | 7                           | −3                          | 4                           |
| 4                           | Флуминенсе                  | 4                           | 1                           | 0                           | 3                           | 6                           | 8                           | −2                          | 2                           |
| 5                           | Гвадалахара                 | 4                           | 1                           | 0                           | 3                           | 8                           | 12                          | −4                          | 2                           |

### 1961
Турнир 1961 года назывался Пятисторонний турнир по футболу (исп. Torneo Pentagonal de Football Soccer)
| Турнирная таблица 1961 года | Турнирная таблица 1961 года | Турнирная таблица 1961 года | Турнирная таблица 1961 года | Турнирная таблица 1961 года | Турнирная таблица 1961 года | Турнирная таблица 1961 года | Турнирная таблица 1961 года | Турнирная таблица 1961 года | Турнирная таблица 1961 года |
| Позиция                     | Команда                     | Матчи                       | Победы                      | Ничьи                       | Поражения                   | Забито                      | Пропущено                   | Разница голов               | Очки                        |
| --------------------------- | --------------------------- | --------------------------- | --------------------------- | --------------------------- | --------------------------- | --------------------------- | --------------------------- | --------------------------- | --------------------------- |
| 1                           | Гвадалахара                 | 4                           | 2                           | 1                           | 1                           | 7                           | 4                           | +3                          | 5                           |
| 2                           | Сантос                      | 4                           | 1                           | 2                           | 1                           | 9                           | 7                           | +2                          | 4                           |
| 3                           | Оро                         | 4                           | 1                           | 2                           | 1                           | 7                           | 7                           | 0                           | 4                           |
| 4                           | Некакса                     | 4                           | 1                           | 2                           | 1                           | 7                           | 10                          | −3                          | 4                           |
| 5                           | Индепендьенте               | 4                           | 1                           | 1                           | 2                           | 6                           | 8                           | −2                          | 3                           |

### 1962
Турнир 1962 года назывался Пятисторонний турнир по футболу (исп. Torneo Pentagonal de Football Soccer)
| Турнирная таблица 1962 года | Турнирная таблица 1962 года | Турнирная таблица 1962 года | Турнирная таблица 1962 года | Турнирная таблица 1962 года | Турнирная таблица 1962 года | Турнирная таблица 1962 года | Турнирная таблица 1962 года | Турнирная таблица 1962 года | Турнирная таблица 1962 года |
| Позиция                     | Команда                     | Матчи                       | Победы                      | Ничьи                       | Поражения                   | Забито                      | Пропущено                   | Разница голов               | Очки                        |
| --------------------------- | --------------------------- | --------------------------- | --------------------------- | --------------------------- | --------------------------- | --------------------------- | --------------------------- | --------------------------- | --------------------------- |
| 1                           | Ботафого                    | 4                           | 3                           | 0                           | 1                           | 9                           | 5                           | +4                          | 6                           |
| 2                           | Атланте                     | 4                           | 2                           | 1                           | 1                           | 5                           | 4                           | +1                          | 5                           |
| 3                           | Уйпешт                      | 4                           | 2                           | 0                           | 2                           | 7                           | 7                           | 0                           | 4                           |
| 4                           | Америка (Мехико)            | 4                           | 1                           | 1                           | 2                           | 6                           | 6                           | 0                           | 3                           |
| 5                           | Толука                      | 4                           | 0                           | 2                           | 2                           | 3                           | 8                           | −5                          | 2                           |

### 1963
Турнир 1963 года назывался Пятисторонний турнир по футболу (исп. Torneo Pentagonal de Football Soccer)
| Турнирная таблица 1963 года | Турнирная таблица 1963 года | Турнирная таблица 1963 года | Турнирная таблица 1963 года | Турнирная таблица 1963 года | Турнирная таблица 1963 года | Турнирная таблица 1963 года | Турнирная таблица 1963 года | Турнирная таблица 1963 года | Турнирная таблица 1963 года |
| Позиция                     | Команда                     | Матчи                       | Победы                      | Ничьи                       | Поражения                   | Забито                      | Пропущено                   | Разница голов               | Очки                        |
| --------------------------- | --------------------------- | --------------------------- | --------------------------- | --------------------------- | --------------------------- | --------------------------- | --------------------------- | --------------------------- | --------------------------- |
| 1                           | Васко да Гама               | 4                           | 2                           | 2                           | 1                           | 8                           | 2                           | +6                          | 6                           |
| 2                           | Дукла (Прага)               | 4                           | 2                           | 1                           | 1                           | 5                           | 4                           | +1                          | 5                           |
| 3                           | Америка (Мехико)            | 4                           | 2                           | 0                           | 2                           | 4                           | 4                           | 0                           | 4                           |
| 4                           | Гвадалахара                 | 4                           | 1                           | 2                           | 1                           | 4                           | 4                           | 0                           | 4                           |
| 5                           | Оро                         | 4                           | 0                           | 1                           | 3                           | 3                           | 10                          | −7                          | 1                           |

### 1964
Турнир 1964 года назывался Шестисторонний турнир по футболу (исп. Torneo Hexagonal de Futbol)
| Турнирная таблица 1964 года | Турнирная таблица 1964 года | Турнирная таблица 1964 года | Турнирная таблица 1964 года | Турнирная таблица 1964 года | Турнирная таблица 1964 года | Турнирная таблица 1964 года | Турнирная таблица 1964 года | Турнирная таблица 1964 года | Турнирная таблица 1964 года |
| Позиция                     | Команда                     | Матчи                       | Победы                      | Ничьи                       | Поражения                   | Забито                      | Пропущено                   | Разница голов               | Очки                        |
| --------------------------- | --------------------------- | --------------------------- | --------------------------- | --------------------------- | --------------------------- | --------------------------- | --------------------------- | --------------------------- | --------------------------- |
| 1                           | сборная клубов Москвы       | 5                           | 4                           | 1                           | 0                           | 14                          | 3                           | +11                         | 9                           |
| 2                           | Некакса                     | 5                           | 3                           | 0                           | 2                           | 6                           | 4                           | +2                          | 6                           |
| 3                           | Партизан (Белград)          | 5                           | 2                           | 1                           | 2                           | 7                           | 9                           | −2                          | 5                           |
| 4                           | Америка (Мехико)            | 5                           | 2                           | 0                           | 3                           | 10                          | 15                          | −5                          | 4                           |
| 5                           | Гвадалахара                 | 5                           | 1                           | 1                           | 3                           | 9                           | 11                          | −2                          | 3                           |
| 6                           | Сан-Паулу                   | 5                           | 1                           | 1                           | 3                           | 6                           | 10                          | −4                          | 3                           |

### 1966
Турнир 1966 года назывался Шестисторонний турнир по футболу (исп. Torneo Hexagonal de Futbol)
| Турнирная таблица 1966 года | Турнирная таблица 1966 года | Турнирная таблица 1966 года | Турнирная таблица 1966 года | Турнирная таблица 1966 года | Турнирная таблица 1966 года | Турнирная таблица 1966 года | Турнирная таблица 1966 года | Турнирная таблица 1966 года | Турнирная таблица 1966 года |
| Позиция                     | Команда                     | Матчи                       | Победы                      | Ничьи                       | Поражения                   | Забито                      | Пропущено                   | Разница голов               | Очки                        |
| --------------------------- | --------------------------- | --------------------------- | --------------------------- | --------------------------- | --------------------------- | --------------------------- | --------------------------- | --------------------------- | --------------------------- |
| 1                           | Атлас                       | 5                           | 3                           | 2                           | 0                           | 9                           | 5                           | +4                          | 8                           |
| 2                           | Спарта (Прага)              | 5                           | 3                           | 2                           | 0                           | 11                          | 7                           | +4                          | 8                           |
| 3                           | ГДР                         | 5                           | 2                           | 1                           | 2                           | 13                          | 9                           | +4                          | 5                           |
| 4                           | Гвадалахара                 | 5                           | 1                           | 3                           | 1                           | 10                          | 8                           | +2                          | 5                           |
| 5                           | Васко да Гама               | 5                           | 0                           | 2                           | 3                           | 2                           | 9                           | −7                          | 2                           |
| 6                           | Америка (Мехико)            | 5                           | 0                           | 2                           | 3                           | 0                           | 7                           | −7                          | 2                           |

### 1967
Турнир 1967 года назывался Шестисторонний турнир (исп. Torneo Hexagonal)
| Турнирная таблица 1967 года | Турнирная таблица 1967 года | Турнирная таблица 1967 года | Турнирная таблица 1967 года | Турнирная таблица 1967 года | Турнирная таблица 1967 года | Турнирная таблица 1967 года | Турнирная таблица 1967 года | Турнирная таблица 1967 года | Турнирная таблица 1967 года |
| Позиция                     | Команда                     | Матчи                       | Победы                      | Ничьи                       | Поражения                   | Забито                      | Пропущено                   | Разница голов               | Очки                        |
| --------------------------- | --------------------------- | --------------------------- | --------------------------- | --------------------------- | --------------------------- | --------------------------- | --------------------------- | --------------------------- | --------------------------- |
| 1                           | сборная клубов Мехико       | 5                           | 4                           | 0                           | 1                           | 12                          | 2                           | +10                         | 8                           |
| 2                           | Эспаньол                    | 5                           | 3                           | 1                           | 1                           | 10                          | 7                           | +3                          | 7                           |
| 3                           | Америка (Мехико)            | 5                           | 1                           | 3                           | 1                           | 6                           | 5                           | +1                          | 5                           |
| 4                           | Болонья                     | 5                           | 2                           | 0                           | 3                           | 5                           | 9                           | −4                          | 4                           |
| 5                           | Шеффилд Уэнсдей             | 5                           | 1                           | 1                           | 3                           | 5                           | 10                          | −5                          | 3                           |
| 6                           | Толука                      | 5                           | 1                           | 1                           | 3                           | 5                           | 10                          | −5                          | 3                           |

### 1968
Турнир 1968 года назывался Пятисторонний турнир (исп. Torneo Pentagonal)
| Турнирная таблица 1968 года | Турнирная таблица 1968 года        | Турнирная таблица 1968 года | Турнирная таблица 1968 года | Турнирная таблица 1968 года | Турнирная таблица 1968 года | Турнирная таблица 1968 года | Турнирная таблица 1968 года | Турнирная таблица 1968 года | Турнирная таблица 1968 года |
| Позиция                     | Команда                            | Матчи                       | Победы                      | Ничьи                       | Поражения                   | Забито                      | Пропущено                   | Разница голов               | Очки                        |
| --------------------------- | ---------------------------------- | --------------------------- | --------------------------- | --------------------------- | --------------------------- | --------------------------- | --------------------------- | --------------------------- | --------------------------- |
| 1                           | Ботафого                           | 5                           | 4                           | 1                           | 0                           | 12                          | 4                           | +8                          | 9                           |
| 2                           | сборная федерального округа Мехико | 5                           | 4                           | 0                           | 1                           | 11                          | 3                           | +8                          | 8                           |
| 3                           | Црвена Звезда                      | 5                           | 2                           | 1                           | 2                           | 8                           | 10                          | −2                          | 5                           |
| 4                           | сборная штата Халиско              | 5                           | 2                           | 0                           | 3                           | 7                           | 8                           | −1                          | 4                           |
| 5                           | Ференцварош                        | 5                           | 2                           | 0                           | 3                           | 9                           | 11                          | −2                          | 4                           |
| 6                           | Толука                             | 5                           | 0                           | 0                           | 5                           | 6                           | 17                          | −11                         | 0                           |

### 1970
Турнир 1970 года назывался Пятисторонний турнир (исп. Torneo Pentagonal)
| Турнирная таблица 1970 года | Турнирная таблица 1970 года | Турнирная таблица 1970 года | Турнирная таблица 1970 года | Турнирная таблица 1970 года | Турнирная таблица 1970 года | Турнирная таблица 1970 года | Турнирная таблица 1970 года | Турнирная таблица 1970 года | Турнирная таблица 1970 года |
| Позиция                     | Команда                     | Матчи                       | Победы                      | Ничьи                       | Поражения                   | Забито                      | Пропущено                   | Разница голов               | Очки                        |
| --------------------------- | --------------------------- | --------------------------- | --------------------------- | --------------------------- | --------------------------- | --------------------------- | --------------------------- | --------------------------- | --------------------------- |
| 1                           | Партизан (Белград)          | 4                           | 2                           | 2                           | 0                           | 5                           | 3                           | +2                          | 6                           |
| 2                           | сборная клубов Мехико       | 4                           | 1                           | 3                           | 0                           | 7                           | 5                           | +2                          | 5                           |
| 3                           | Гвадалахара                 | 4                           | 1                           | 1                           | 2                           | 6                           | 7                           | −1                          | 3                           |
| 3                           | Спартак (Трнава)            | 4                           | 1                           | 1                           | 2                           | 6                           | 7                           | −1                          | 3                           |
| 5                           | Ботафого                    | 4                           | 1                           | 1                           | 2                           | 4                           | 6                           | −2                          | 3                           |

## Титулы
| Команда               | Число побед | Годы       |
| --------------------- | ----------- | ---------- |
| Гвадалахара           | 2           | 1958, 1961 |
| Ботафого              | 2           | 1962, 1968 |
| Пеньяроль             | 1           | 1957       |
| Сантос                | 1           | 1959       |
| Толука                | 1           | 1960       |
| Васко да Гама         | 1           | 1963       |
| сборная клубов Москвы | 1           | 1964       |
| Атлас                 | 1           | 1966       |
| сборная клубов Мехико | 1           | 1967       |
| Партизан (Белград)    | 1           | 1970       |